# Hiberno-Englisch
Als Hiberno-Englisch oder irisches Englisch werden zusammenfassend die regionalen Varianten der englischen Sprache bezeichnet, die auf der irischen Insel gesprochen werden.
Das Englisch Irlands unterscheidet sich vom Englischen Englands unter anderem durch seine Aussprache. Besonders auffällig ist die häufig fehlende Unterscheidung zwischen den Anfangslauten in thin und tin, was für Nicht-Iren in beiden Fällen wie tin klingen mag. Irisches Englisch ist wie das amerikanische Englisch, aber anders als das britische Standardenglisch, rhotisch. Ferner gibt es auch Unterschiede zum englischen Standardenglisch im Satzbau und ein für irisches Englisch spezifisches Vokabular, vor allem durch Entlehnungen aus dem Irischen.

## Zur Terminologie
Neben den Termini irisches Englisch und Hiberno-Englisch findet man gelegentlich, vor allem in älterer Literatur, auch den Ausdruck anglo-irisch. Dieser Ausdruck wird in neuerer Literatur meist vermieden, weil er auch verwendet wird, um die Nachfahren englischer Einwanderer in Irland sowie deren Sprache und Literatur zu bezeichnen, womit anglo-irisch sich lediglich auf einen Teil der irischen Bevölkerung beziehen würde. In der Literaturwissenschaft wird die Bezeichnung anglo-irische Literatur noch für irische Literatur in englischer Sprache verwendet.
Der Terminus Hiberno-Englisch wurde vom Linguisten T. P. Dolan populär gemacht und findet sich vor allem in älterer Literatur. In neuerer linguistischer Literatur werden eher die leichter verständlichen Ausdrücke irisches Englisch oder Englisch in Irland verwendet; Hiberno-Englisch findet sich jedoch noch vereinzelt.

## Klassifikation
Zusammen mit anderen nationalen Varianten des Englischen, wie etwa das amerikanische Englisch oder das neuseeländische Englisch, wird das irische Englisch als Varietät der englischen Sprache bezeichnet. Das irische Englisch zählt zu den Varietäten des Englischen, die in der Regel die Muttersprache ihrer Sprecher sind. Andere Varietäten, wie etwa das indische Englisch, sind zwar offizielle Sprachen ihres Landes und kommen in Verwaltung und im Bildungsbereich zum Einsatz, sind aber häufig die Zweitsprachen der meisten Sprecher.

## Geschichte
Die früheste Sprache, die auf der irischen Insel dokumentiert ist, ist das Irische, eine keltische Sprache. Es gab zwar Siedlungen der Wikinger in Irland, aber im 12. Jahrhundert, als sich zum ersten Mal eine größere Zahl von Sprechern der englischen Sprache in Irland ansiedelte, kann man davon ausgehen, dass die Wikinger so weit assimiliert waren, dass ihre Nachfahren ebenfalls irisch sprachen. Die englische Sprache verbreitete sich in Irland in zwei Hauptphasen. Die erste Hauptphase beginnt mit der Eroberung Irlands 1169 durch eine Streitmacht aus Anglo-Normannen, mittelenglisch sprechenden Soldaten, Walisern und einigen Flamen. Das Englische wird so zum ersten Mal von Soldaten und später von Siedlern mitgebracht, die der anglonormannischen Oberschicht nach Irland folgten. Die daraus entstandenen Dialekte basierten auf dem zu der Zeit in England gesprochenen Mittelenglischen. Die Besiedlung dieser Phase beschränkte sich hauptsächlich auf den Südosten und Osten Irlands. Die meisten neuen Siedler übernahmen jedoch nach und nach nicht nur die einheimischen Sitten, sondern auch die irische Sprache. So war diese Variante des Englischen, die mit der ersten Hauptphase in Irland eingeführt wurde, schließlich auf einige Gebiete entlang der Ostküste Irlands beschränkt. Bis ins 18. bzw. sogar 19. Jahrhundert überlebten zwei dieser altertümlichen Dialekte: in einem kleinen Gebiet nördlich von Dublin sowie in der Region Forth and Bargy in der Grafschaft Wexford.
Die aus heutiger Sicht weit bedeutendere Phase der Einführung des Englischen in Irland begann im 16. Jahrhundert mit den so genannten Plantations, einer gezielten Ansiedlung von englischen und schottischen Siedlern vor allem im Norden Irlands. Diese führten zu einer dauerhaften Ansiedlung englischsprechender Familien in einem Großteil des Landes. Die neuen Siedler brachten das im 16. Jahrhundert gesprochene Frühneuenglisch mit und nicht, wie die früheren Siedler gleicher Herkunft, lokale Varianten des Mittelenglischen. Auf dieses Frühneuenglische gehen letztlich alle heutigen Varianten des Hiberno-Englischen, mit Ausnahme des Ulster Scots, zurück. Auf das 16. Jahrhundert geht auch die Entwicklung der zwei Hauptvarianten des irischen Englisch zurück: südirisches Englisch und nordirisches Englisch. Insbesondere im Nordosten (in Ulster) waren durch die Ansiedlung nordenglischer und schottischer Familien die nordenglischen und schottischen Dialekte sowie das Scots von großem Einfluss auf die Entwicklung der Englischvariante dort. Dieser Einfluss fehlt in der südirischen Variante.
Ab dem 18. Jahrhundert kann man beobachten, dass die Zahl der englischsprechenden Iren gegenüber den Irischsprechern immer weiter steigt. Im 19. Jahrhundert ist der Niedergang des Irischen schließlich dramatisch, auch weil während der großen Hungersnot in Irland (1845–1848) bis zu zwei Millionen hauptsächlich Irisch sprechende Einwohner Irlands entweder an Hunger starben oder emigrierten. 1891 waren noch etwa 30.000 bis 40.000 Muttersprachler des Irischen übrig, hauptsächlich im Westen Irlands.

## Geografische Verteilung

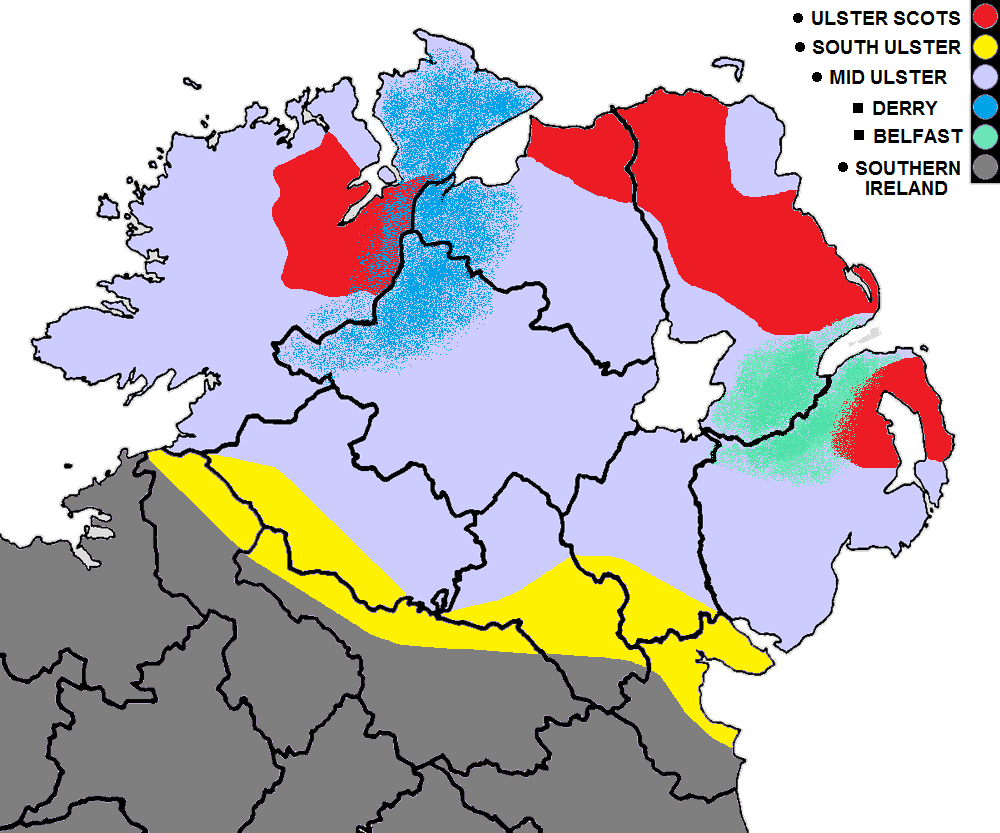
Englische Dialekte in Ulster

In der Literatur werden zwei geografische Hauptvarianten des irischen Englisch unterschieden: das nordirische Englisch und das südirische Englisch. Dabei ist zu beachten, dass das Verbreitungsgebiet des nordirischen Englisch nicht mit dem Land Nordirland gleichzusetzen ist, sondern vielmehr mit der historischen Provinz Ulster, die einen großen Teil Nordirlands und einen Teil der Republik Irland südlich der inneririschen Grenze umfasst. Die nordirische Variante des irischen Englisch ist u. a. gekennzeichnet durch einen höheren Anteil von Lehnwörtern aus dem Scots.
Innerhalb der beiden Hauptvarianten des irischen Englisch kann man noch weiter zwischen verschiedenen Dialekten unterscheiden. So spricht man von Ulster Scots, Mid-Ulster English und South Ulster English.

## Aussprache
Irisches Englisch unterscheidet sich von der Standardaussprache des englischen Englisch (Received Pronunciation) vor allem wie folgt:
- 'r' ähnelt sehr der Aussprache im amerikanischen Englisch und wird immer ausgesprochen, egal wo es im Wort vorkommt, was Hiberno-Englisch zu einem rhotischen Dialekt macht.
- Die Laute [θ, ð] in Wörtern wie thing oder that werden häufig wie ein aspiriertes oder wie ein dentales [t] gesprochen. So klingt this thing für Nicht-Iren eher wie dis ting, und der Unterschied zwischen thin und tin ist kaum hörbar.
- Die historische Unterscheidung zwischen w [w] und wh [hw] wie bei wine und whine gibt es im irischen Englisch noch, während sie in den meisten englischen Dialekten nicht mehr vorhanden ist.
- d/t am Silbenende wird vielerorts durch [ʃ] ersetzt: [iʃ] für it, [graʊnʃ] für ground.

## Grammatik
Die Grammatik des irischen Englisch zeichnet sich durch einige Eigenheiten im Vergleich zum englischen Standardenglisch aus.

### Personalpronomen
Die Personalpronomen des irischen Englisch weichen vom englischen Standardenglisch ab:
- Das Pronomen them wird häufig als Demonstrativpronomen oder als Subjekt verwendet, wie übrigens auch in britischen Nicht-Standard-Dialekten: ... that time the people were rich that used to live in them houses.
- Als zweite Person Plural you (als Subjekt) wird oft die Form yis verwendet. Also findet man statt Are you proud of it? dann Are yis proud of it?.
- Als zweite Person (als Objekt) wird statt you oft ye verwendet. Also findet man statt God bless you im irischen Englisch God bless ye.

### Satzbau
Darüber hinaus gibt es für das irische Englisch typische Satzkonstruktionen, die vom Standardenglischen deutlich abweichen wie z. B. die folgenden:
- die Konstruktion do + Ving, um sich wiederholende, habituelle Handlungen zu beschreiben: I do be here every day.[12]
- die Verwendung von Present oder Past Tense statt Present oder Past Perfect in Beispielen wie Did you have lunch yet? statt im britischen Standardenglisch Have you had lunch yet?[13]
- die Verwendung von will statt shall im Futur[13]

## Wortschatz

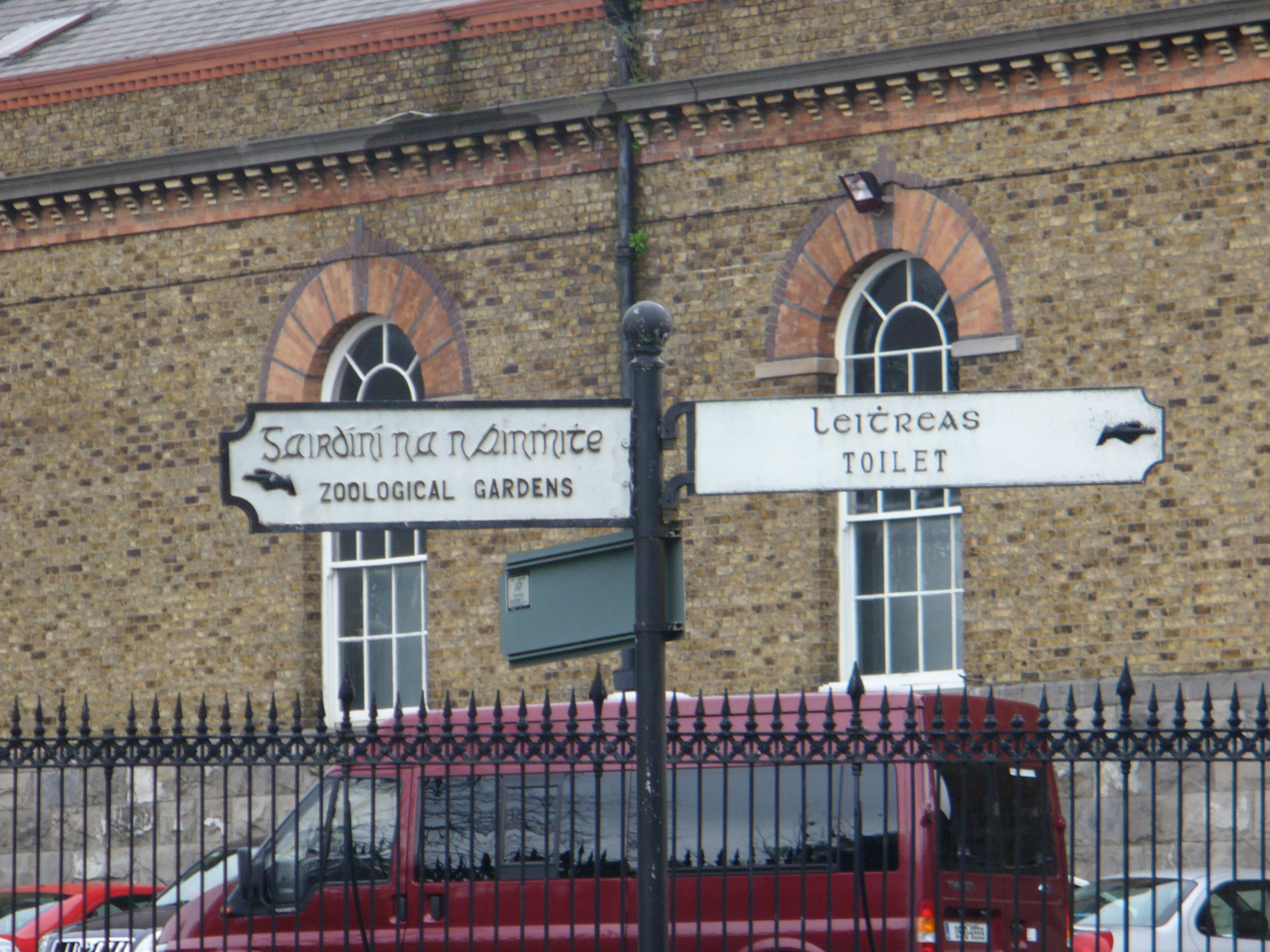
Zweisprachige Hinweisschilder in Irisch und Englisch

Der Wortschatz des irischen Englisch unterscheidet sich vom englischen Englisch durch den Einfluss des Irischen, des Scots und durch die Beibehaltung einiger archaischer Formen, die es in den meisten englischen Dialekten nicht mehr gibt. Lehnwörter, die aus dem Irischen stammen, sind unter anderem aus den Bereichen Regierung und Verwaltung: Dáil (das irische Parlament), Taoiseach (dt.
'Anführer', in Irland der Premierminister) oder Gardaí (dt. 'Polizei'). Weitere irische Wörter, die man in öffentlichen Gebäuden findet, sind Ollscoil (dt. 'Universität') oder An Post (dt. 'Postamt'). Andere irische Lehnwörter, die im alltäglichen Englisch noch attestiert sind, sind etwa feile (dt. 'Festival'), fleadh (ein traditionelles Musikfestival) oder Gaeltacht (irischsprachige Region Irlands).
Auch in literarischem irischen Englisch findet man Beispiele für eine Mischung aus Englisch mit gälisch-stämmigen Ausdrücken: „Henno was looking down at the roll-book, writing real slowly. Kevin clicked his fingers. - Sea?* said Henno. He didn't look up. Kevin spoke.“ Sea wird in diesem Fall anstatt des englischen yes verwendet und ist eine Verkürzung des irischen is ea (dt. '[ja,] es ist [so]').
Die Funktion der irischen Lehnwörter ist für Sprecher des irischen Englisch unterschiedlich: Zum einen können sie das Gemeinschaftsgefühl zwischen Sprechern des irischen Englisch stärken. Zum anderen decken einige irische Wörter lexikalische Lücken im englischen Wortschatz: So gibt es im englischen Englisch keine Ausdrücke für curragh (kleines Fischerboot aus wickerwood) oder seanachí (traditioneller Geschichtenerzähler in Irland).
Speziell in Ulster, das durch das Englisch schottischer Siedler beeinflusst ist, findet man auch eine Reihe von schottischen Lehnwörtern wie z. B. wee (dt. 'klein'). Schließlich war die Entwicklung des irischen Englisch lange von der Entwicklung des Englischen in Großbritannien abgekoppelt, was sich auch im Erhalt archaischer Formen äußert, die im englischen Englisch nicht mehr existieren. Beispiele für solche archaische Formen sind u. a. mad und bold, die im irischen Englisch die älteren Bedeutungen 'begierig auf' und 'schlecht benommen, aus dem Rahmen gefallen' haben.
Eigenheiten im Wortschatz, die sich nur im irischen Englisch entwickelt haben, aber im britischen Standardenglisch nicht zu finden sind, sind z. B.:
- Anstelle des Adjektivs great (in der Bedeutung von „wundervoll“, „großartig“) wird das Wort grand verwendet. So kann man z. B. in Irland it's a grand day statt it's a great day wie im britischen Standardenglisch sagen.
- Anstatt des Substantivs thing ist das Wort yoke gebräuchlich.

### Einführungen und Überblicke
- Carolina P. Amador-Moreno: An Introduction to Irish English. Equinox, London 2010, ISBN 978-1-84553-371-7.
- Karen P. Corrigan: Irish English: Volume 1 – Northern Ireland. Edinburgh University Press, Edinburgh 2010, ISBN 978-0-7486-3429-3.
- Klaus Hansen, Uwe Carls, Peter Lucko: Die Differenzierung des Englischen in nationale Varianten. Erich Schmidt Verlag, Berlin 1996, ISBN 3-503-03746-2.
- Raymond Hickey: Irish English: History and present-day forms. Cambridge University Press, Cambridge 2007, ISBN 978-0-521-85299-9.
- Jeffrey L. Kallen: Irish English: Volume 2 – The Republic of Ireland. Mouton de Gruyter, Boston / Berlin 2013, ISBN 978-1-61451-168-7.
- Bernd Kortmann, Clive Upton (Hrsg.): Varieties of English 1: The British Isles. Mouton de Gruyter, Berlin / New York 2008, ISBN 978-3-11-019635-1.
- Peter Trudgill, Jean Hannah: International English: A Guide to the Varieties of Standard English. 5. Auflage. Hodder Education, London 2008, ISBN 978-0-340-97161-1.
- Patrick Weston Joyce: English as We Speak It in Ireland. M. H. Gill & Son u. a., Dublin u. a. 1910.

### Wörterbücher
- Terence Patrick Dolan, Tom Paulin (Hrsg.): A Dictionary of Hiberno-English. The Irish Use of English. Gill & Macmillan, Dublin 1999, ISBN 0-7171-2942-X.

### Grammatiken
- Markku Filppula: The Grammar of Irish English. Language in Hibernian Style. Routledge, London u. a. 1999, ISBN 0-415-14524-4 (Routledge Studies in Germanic Linguistics 5).

### Weiterführende Literatur
- T. W. Dolan, Diarmaid Ó Muirithe: The Dialect of Forth and Bargy, Co. Wexford, Ireland. Four Courts Press, Dublin 1996, ISBN 1-85182-200-3.
- Hildegard L. C. Tristram (Hrsg.): The Celtic Englishes. 4 Bände. Universitätsverlag C. Winter u. a., Heidelberg u. a. 1997–2006.
  - 1: 1997, ISBN 3-8253-0377-2 (Anglistische Forschungen 247), (Colloquium: Golm, September 1995).
  - 2: 2000, ISBN 3-8253-0925-8 (Anglistische Forschungen 286), (Colloquium: Golm, September 1998).
  - 3: 2003, ISBN 3-8253-1241-0 (Anglistische Forschungen 324), (Colloquium: Golm, September 2001).
  - 4: 2006, ISBN 3-939469-06-8 (Colloquium: Golm, September 2004).

### Texte und literarische Werke in irischem Englisch
- Alan Bliss: Spoken English in Ireland, 1600–1740. Twenty-seven Representative Texts. (= Dolmen Texts. 5) Dolmen Press u. a., Dublin 1979, ISBN 0-391-01119-7.
- Gisela Zingg: Is there Hiberno-English in modern English literature? - Hiberno-English in modern Irish literature: the use of dialect in Joyce, O'Brien, Shaw and Friel. Peter Lang, Bern 2013, ISBN 978-3-0343-1423-7.